# Dominique François Burthe
Dominique François Burthe, né le 30 août 1785 à Metz et mort le 12 décembre 1852 à La Nouvelle-Orléans, un aventurier et entrepreneur français. 
À une carrière d’officier dans l’armée impériale, il préféra faire fortune aux Amériques, où il devint planteur en Louisiane.

## Biographie
Fils du marchand Louis Burthe, marchand, et de Maria Gaudres, son épouse, Dominique François Burthe naît en 1785 à Metz, en Lorraine. Engagé dans l’armée, nommé sous-lieutenant au 54e régiment d’infanterie, il prend la mer pour la Louisiane en 1803, avec l’administrateur Pierre-Clément de Laussat et son oncle André Burthe. 
Alors que la Louisiane est vendue aux États-Unis, Dominique François Burthe décide de s’installer à La Nouvelle-Orléans. Il épouse la fille d’une riche veuve le 8 mai 1805. De cette  union naissent cinq enfants : Marie Marguerite Félicie (1807-1877), qui épousa Louis Frédéric Foucher de Circé ; Léonce André (1809-1868), qui épousa Françoise Henriette Pollock, le juge Dominique François Victor Burthe (1811-1868), qui épousa Antoinette Estelle Millaudon, Joseph Antoine Henry Burthe (1820-1855), et le peintre Léopold Burthe (1823-1860).
Devenu une figure importante dans la société locale, membre à vie de la Grande loge de l’État de Louisiane, Dominique François Burthe acquiert une plantation sur les berges du fleuve Mississippi le 3 juin 1831, pour la somme considérable de 3 800 dollars. Il participe à la création du premier tramway de La Nouvelle-Orléans, en 1834. Pendant vingt ans, il développe son domaine. 
Dominique François Burthe meurt à La Nouvelle-Orléans, le 12 décembre 1852, à la tête d’une plantation florissante. 
Une partie de son domaine, nommé « Burtheville », est devenu l’un des faubourgs de La Nouvelle-Orléans.